# Stazione di Alexanderplatz
La stazione di Alexanderplatz è una stazione ferroviaria di Berlino. Si trova nel quartiere Mitte, nei pressi della piazza omonima e della torre della televisione.
È posta sotto tutela monumentale (Denkmalschutz).

## Storia
La stazione di Alexanderplatz venne costruita dal 1878 al 1882 come parte della Stadtbahn, la ferrovia che attraversa da ovest a est l'intera città; la linea fu costruita con quattro binari, dei quali due erano dedicati al traffico ferroviario a lunga percorrenza, e i due restanti al traffico urbano (elettrificati nel 1928 e divenuti nel 1930 "S-Bahn").
La grande tettoia ad arco venne ricostruita dal 1963 al 1964 su progetto di un collettivo guidato da Hans-Joachim May e Günther Andrich.

## Strutture e impianti

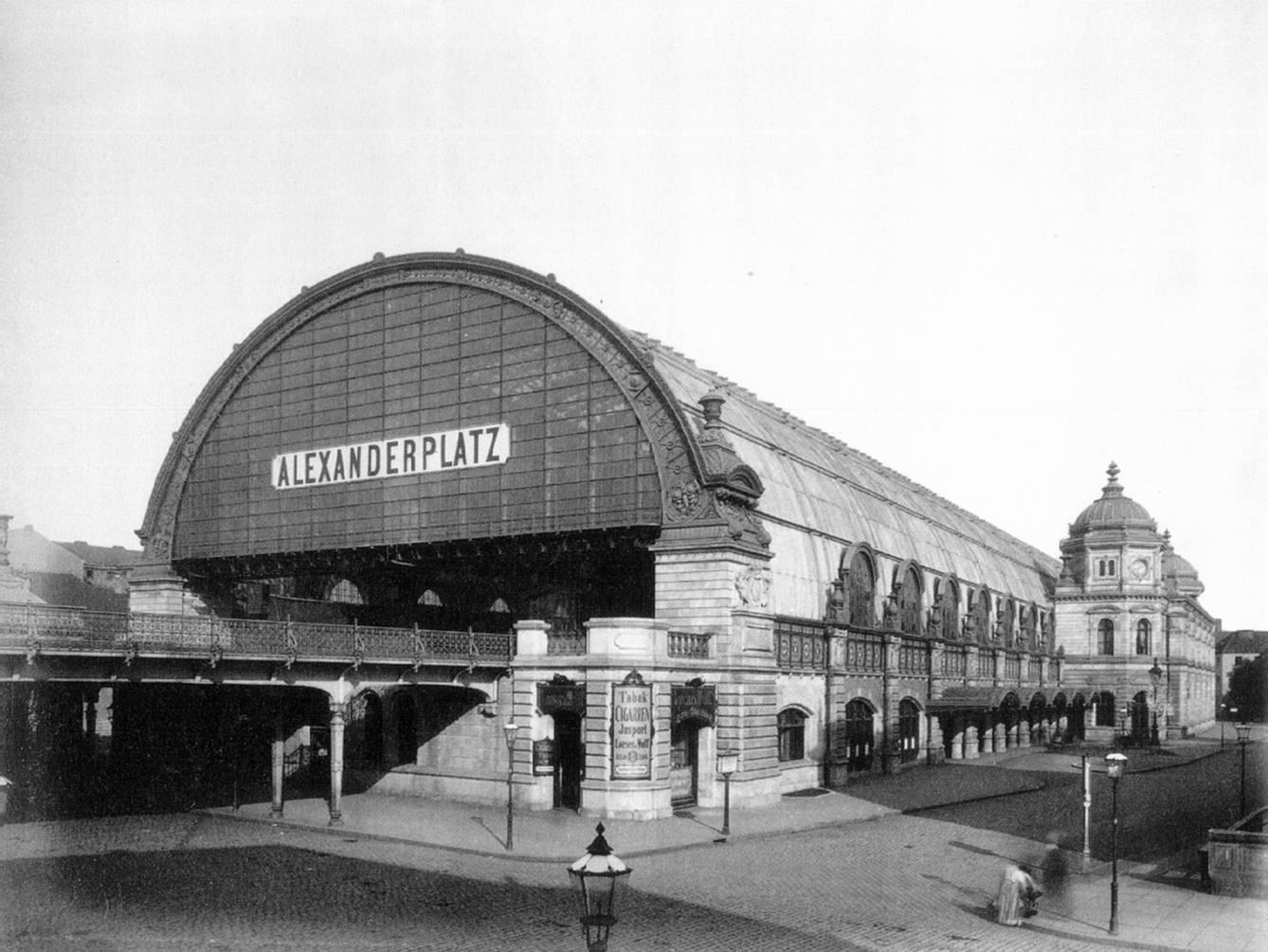
La stazione nel 1885

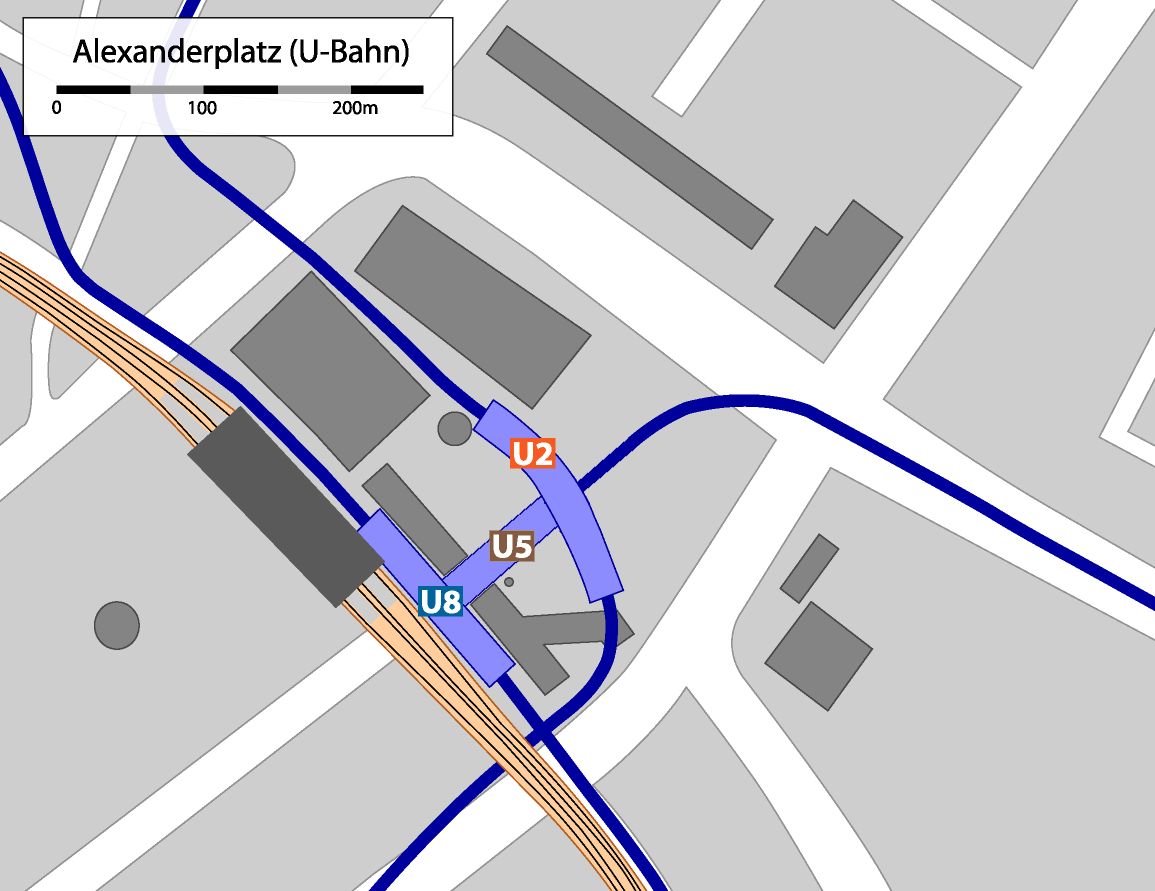
Mappa della stazione e delle relative fermate della U-Bahn

La struttura, coperta da una grande volta con pannelli in vetro ed ai piedi del Fernsehturm , conta 4 binari (tutti con marciapiede), di cui 2 al servizio della S-Bahn.
L'impianto non avendo alcuno scambio, è tecnicamente definibile come fermata.

## Movimento
La fermata è servita dalle linee S 3, S 5, S 7 e S 9 della S-Bahn, dalle linee regionali RB 14  e RB 23 dalle linee regionali espresse RE 1, RE 2, RE 7 e RE 8.

## Interscambi
- Fermata metropolitana (Alexanderplatz, linee U 2, U 5 e U 8)[3]
- Fermata tram (S+U Alexanderplatz/Dircksenstraße, linea M 2)[5]
- Fermata tram (S+U Alexanderplatz/Gontardstraße, linee M 4, M 5 e M 6)[5]
- Fermata autobus

## Galleria d'immagini

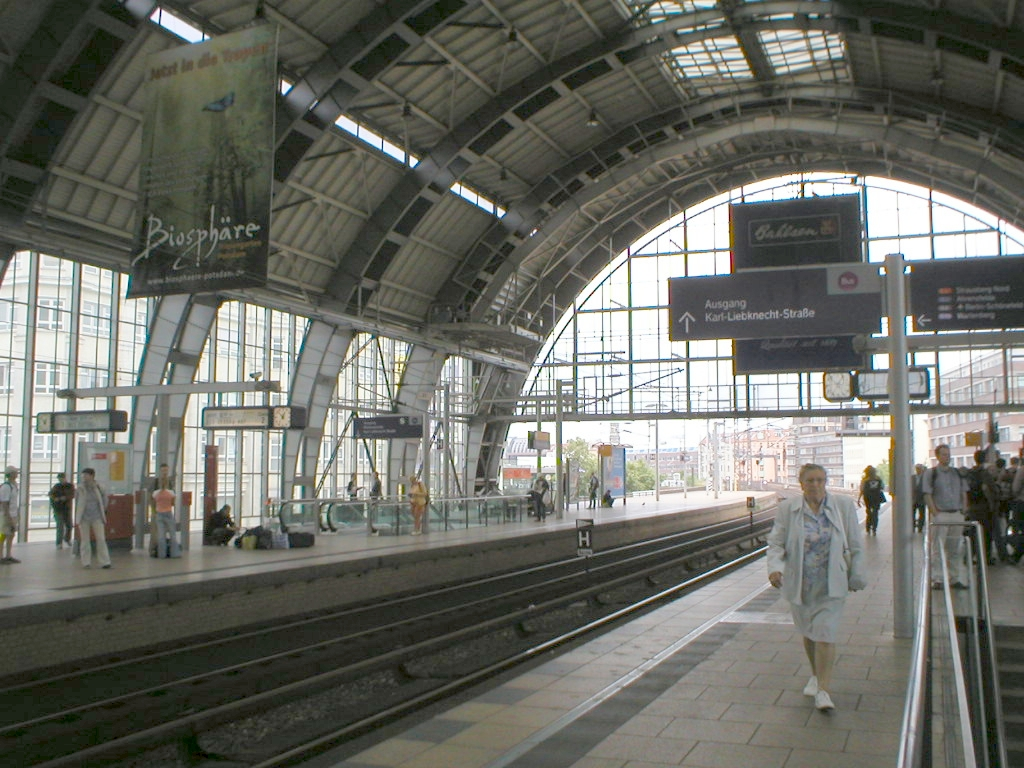
Interno della stazione
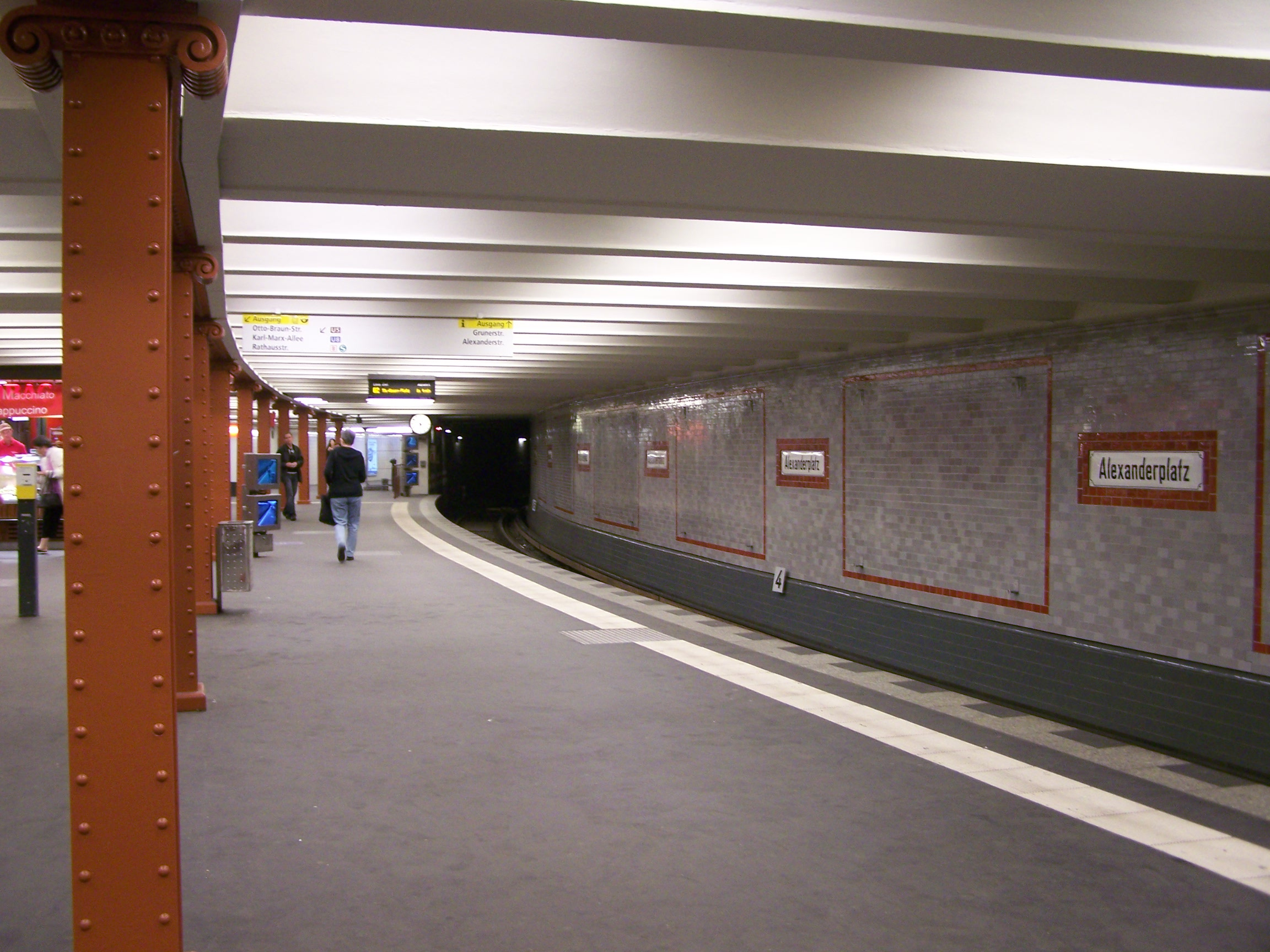
Fermata della U2
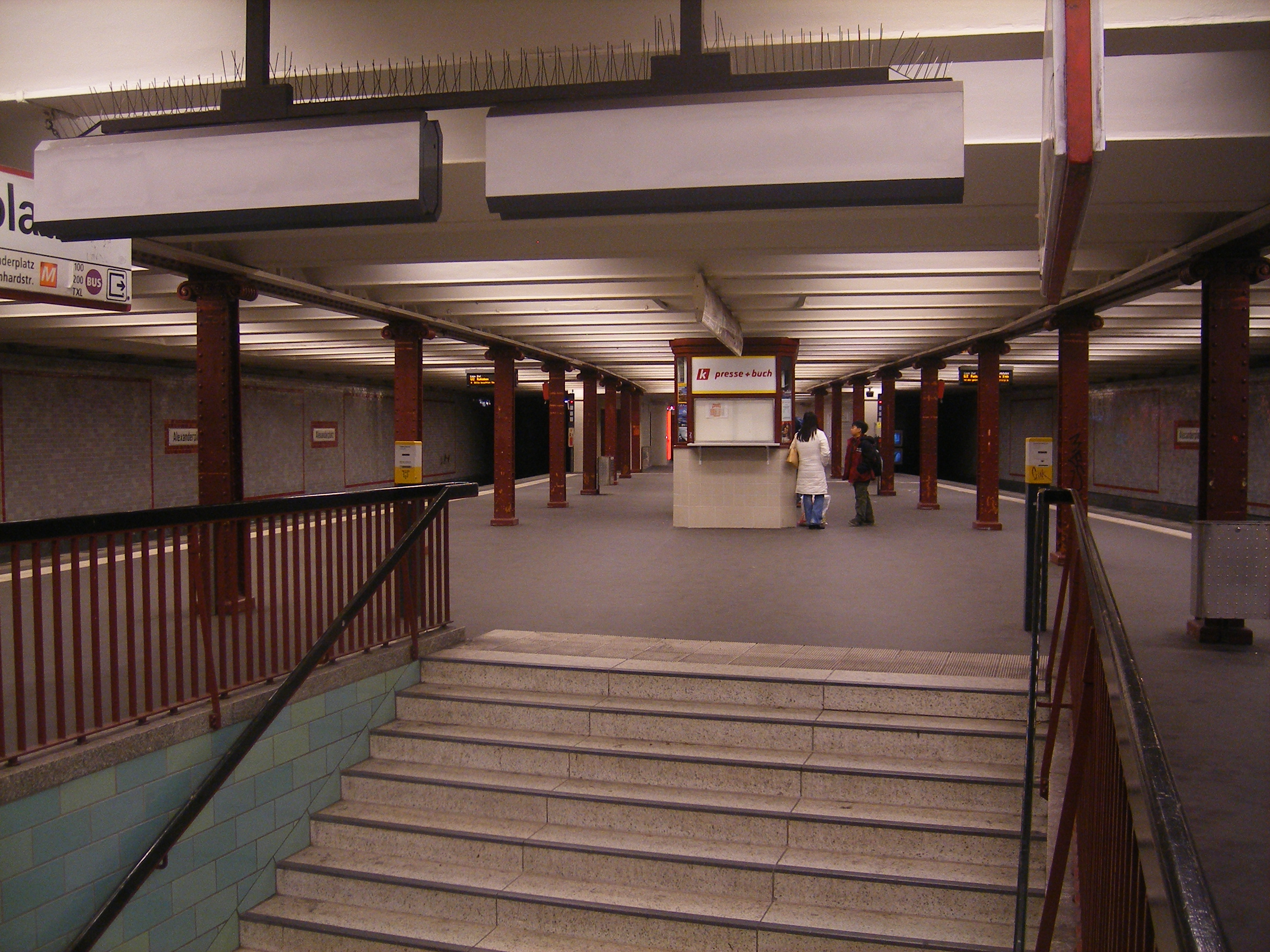
Fermata della U2, verso Nord
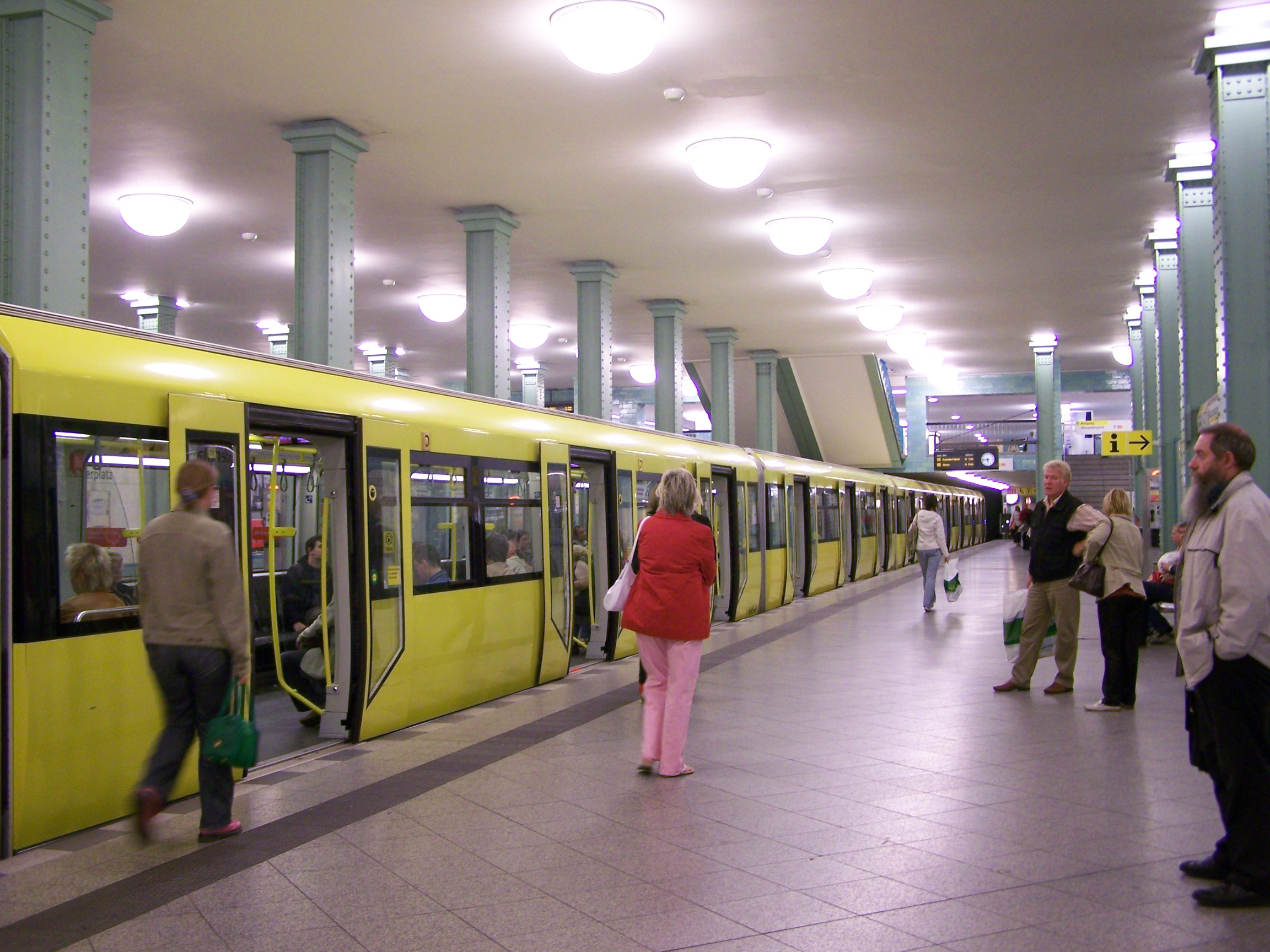
Fermata della U5
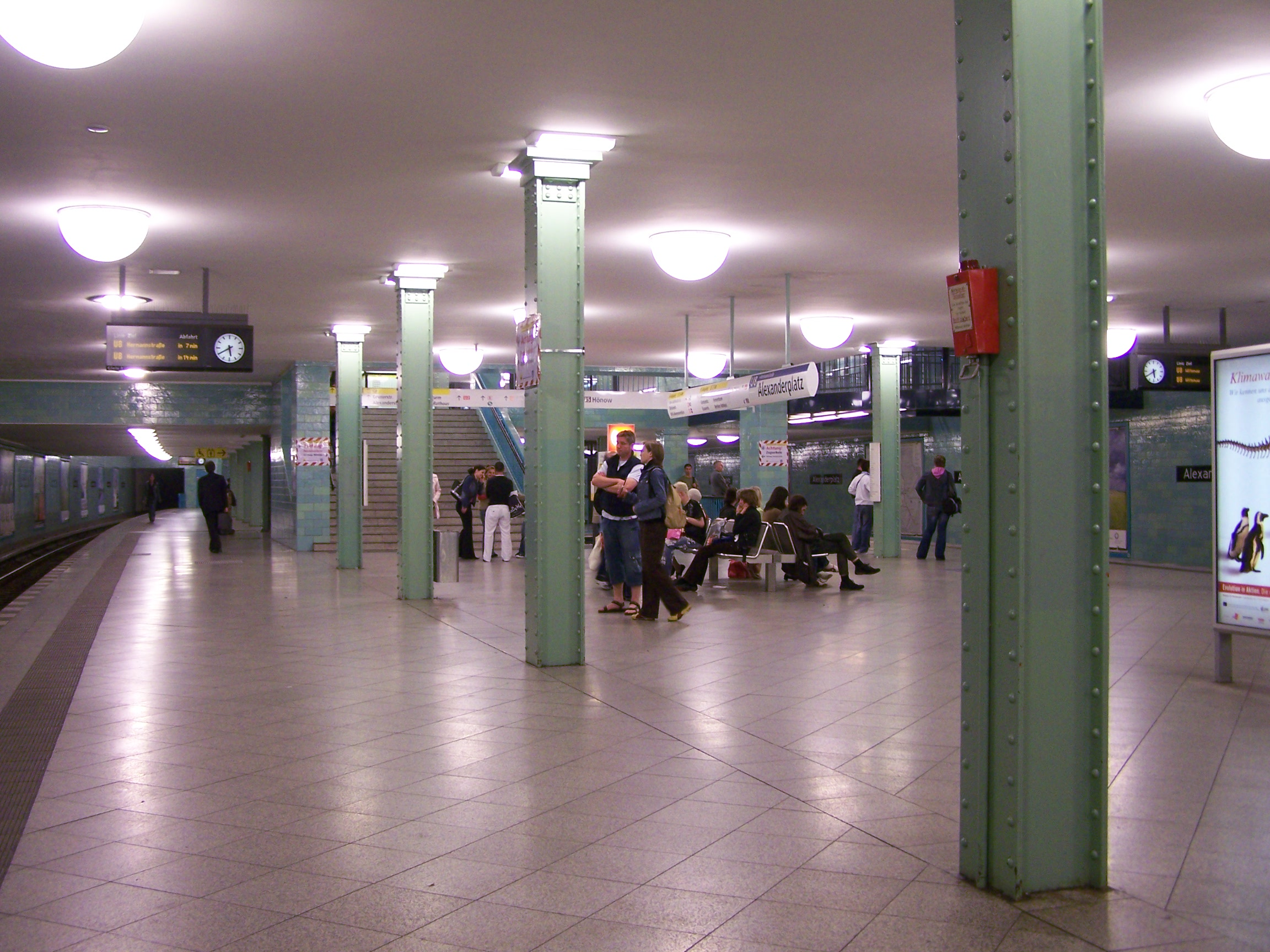
Fermata della U8
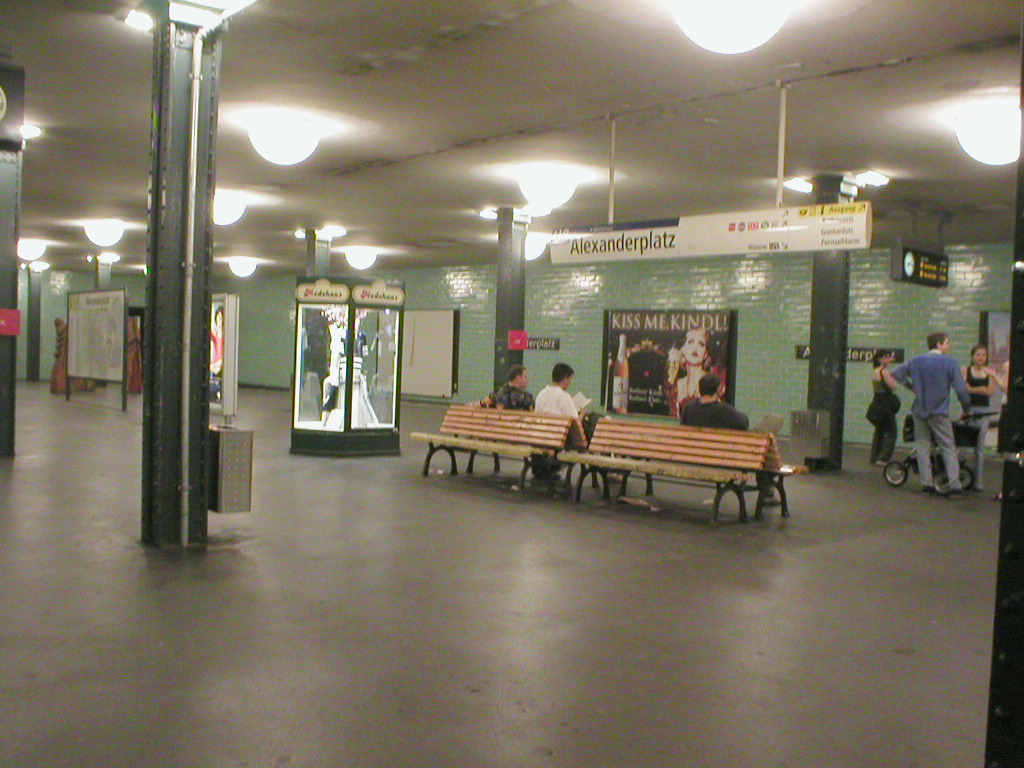
Fermata della U8 nel 2004, prima del restauro
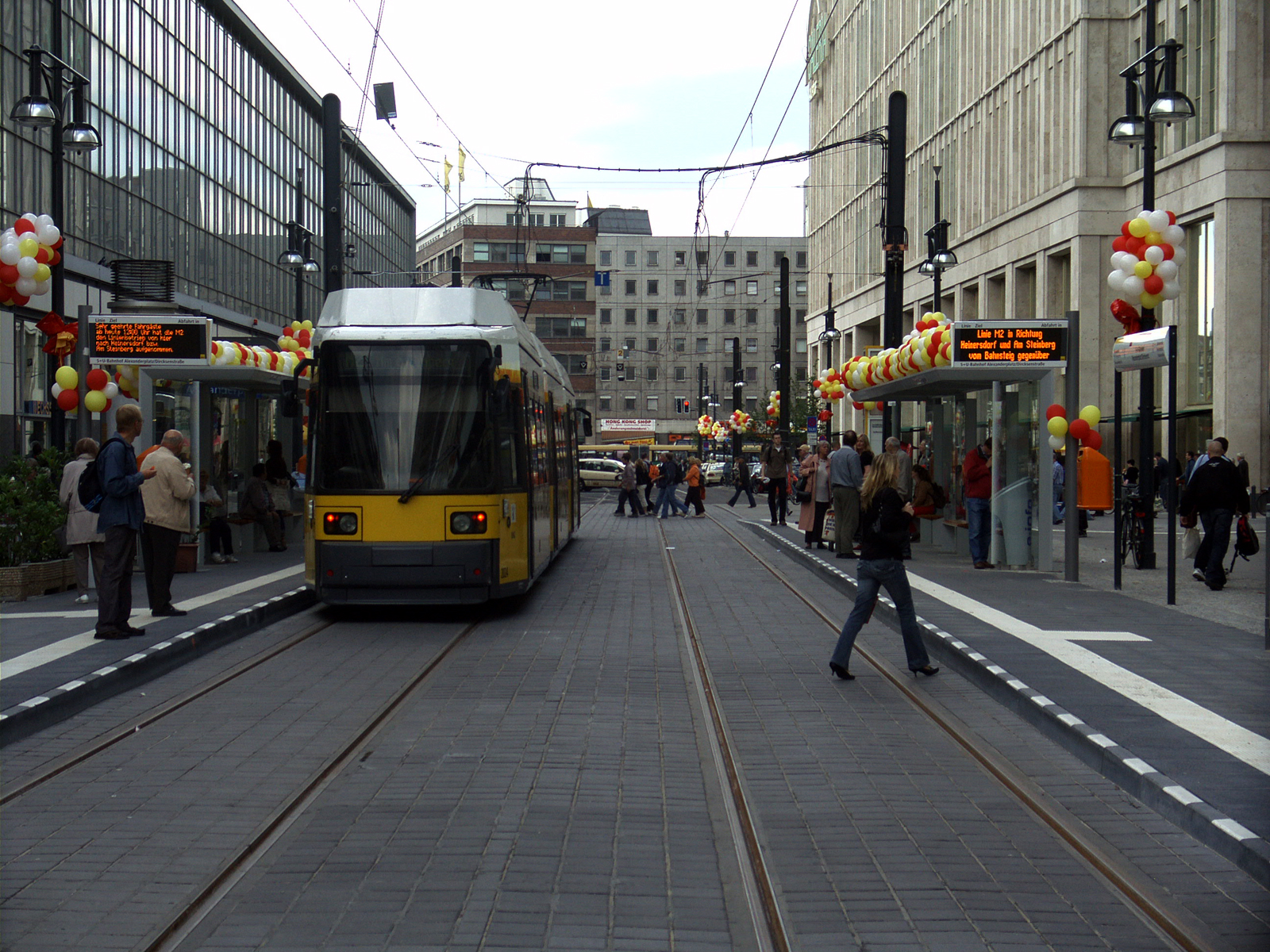
La nuova fermata del tram
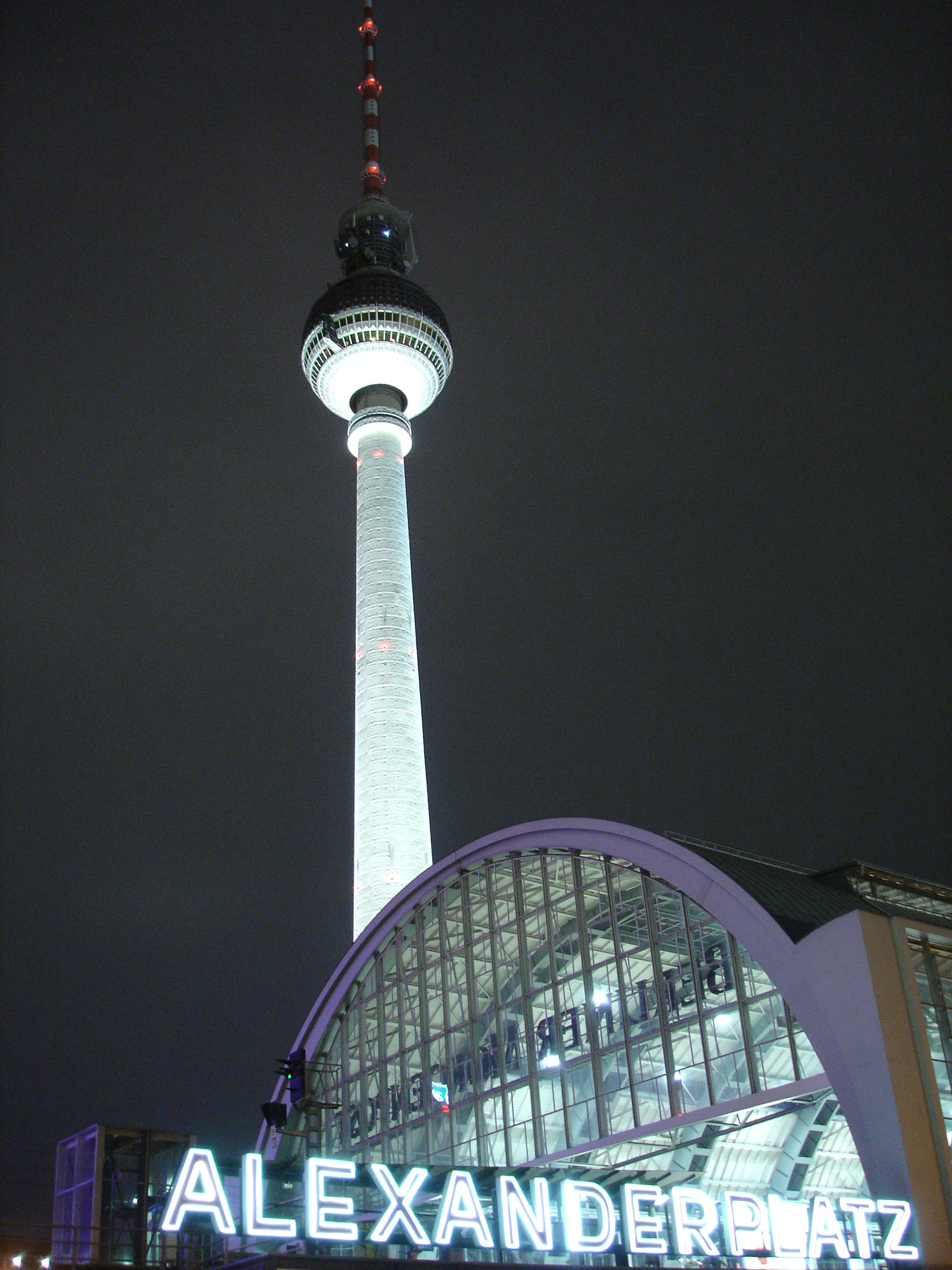
La Fernsehturm e la stazione
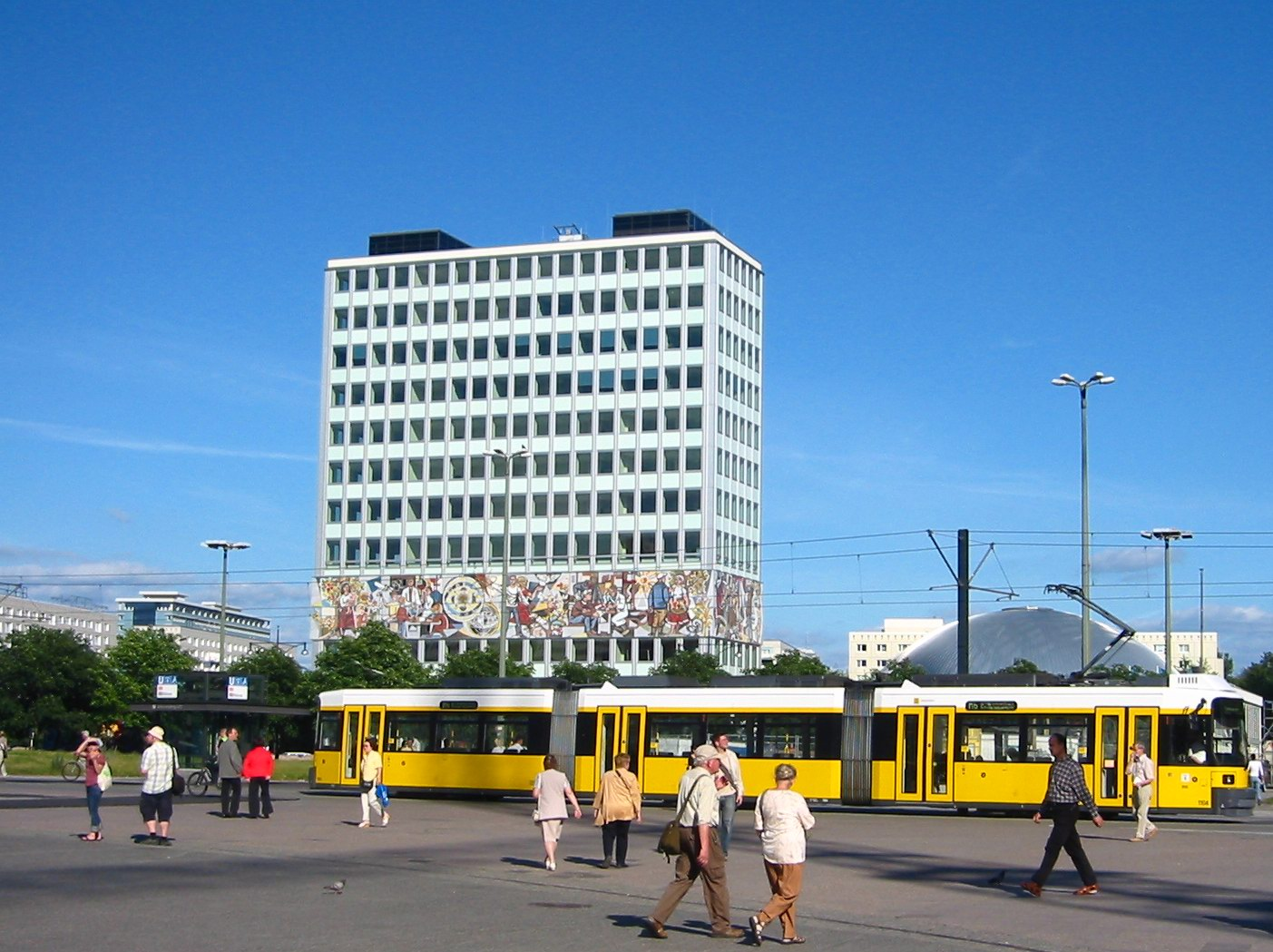
Tram alla fermata U-Alexanderplatz
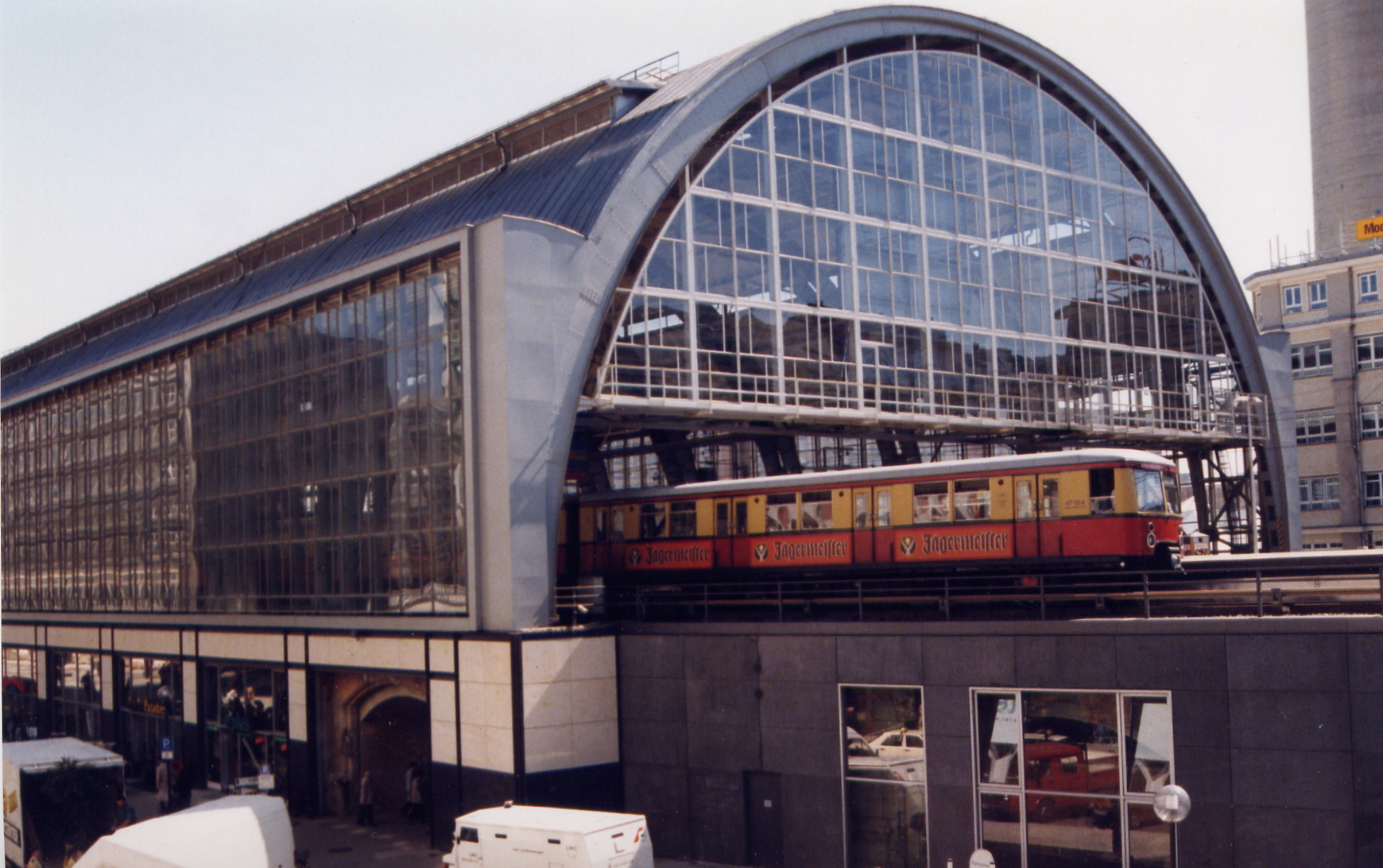
Particolare della struttura

## Note

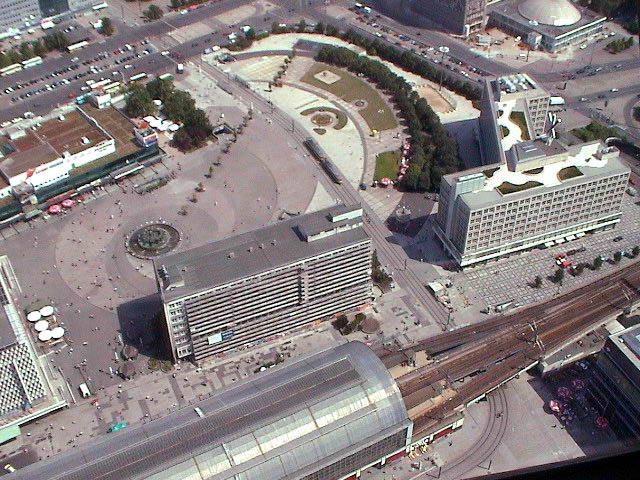
Veduta aerea della piazza e della stazione

### Esplicative
1. ↑  Torre della televisione

### Bibliografiche
1. ↑  (DE) Bahnhof Alexanderplatz, su stadtentwicklung.berlin.de. URL consultato il 19 maggio 2018 (archiviato dall'url originale il 17 novembre 2018).
2. 1 2  (DE) Joachim Schulz e Werner Gräber, Berlin. Architektur von Pankow bis Köpenick, Berlino, VEB Verlag für Bauwesen, 1987,  p. 53, ISBN 3-345-00145-4.
3. 1 2  (DE) Mappa delle reti della metropolitana e della S-Bahn di Berlino (PDF), su s-bahn-berlin.de. URL consultato il 29 aprile 2018 (archiviato dall'url originale il 18 luglio 2018).
4. ↑  (DE) Mappa della rete ferroviaria regionale di Berlino e del Brandeburgo (PDF), su images.vbb.de. URL consultato il 1º marzo 2017 (archiviato dall'url originale il 1º marzo 2017).
5. 1 2  (DE) Mappa della rete tranviaria di Berlino, su bvg.de.